# Rorainópolis
Rorainópolis (pronunciació portuguesa: [ʁoɾɐjˈnɔpuʎis]) és un municipi situat al punt més al sud de l'estat de Roraima al Brasil. La seva població és de 30.782 habitants (dades del cens demogràfic del 2020) i la seva superfície és de 33.594 km2. El municipi està travessat per la línia de l'equador.

## Història
A la dècada de 1970 es va establir la seu regional de l'INCRA a Rorainópolis al llarg de la carretera BR-174. INCRA va començar a distribuir terres que van atreure colons de tot el Brasil. El 1988, el nom va ser canviat de Vila do Incra a Rorainópolis. El 1995, Rorainópolis es va convertir en un municipi independent, i s'ha convertit en el segon més poblat de l'estat de Roraima. La Universitat Estatal de Roraima hi opera un campus.

## Natura
El Bosc Nacional d'Anauá és un bosc nacional de 259.400 hectàrees. És una àrea protegida amb ús sostenible dels recursos naturals establerta l'any 2005. La Reserva Extractiva Baixo Rio Branco-Jauaperi és una àrea protegida de 581.173 hectàrees que té un acord d'ús compartit amb el Territori Indígena Waimiri Atroari. S'ha establert el 2018.
La natura de Rorainópolis està amenaçada per les plantacions d'oli de palma. Palmaplan ha comprat des del 2021 fins a 30.000 hectàrees de terreny.